# August von Veit

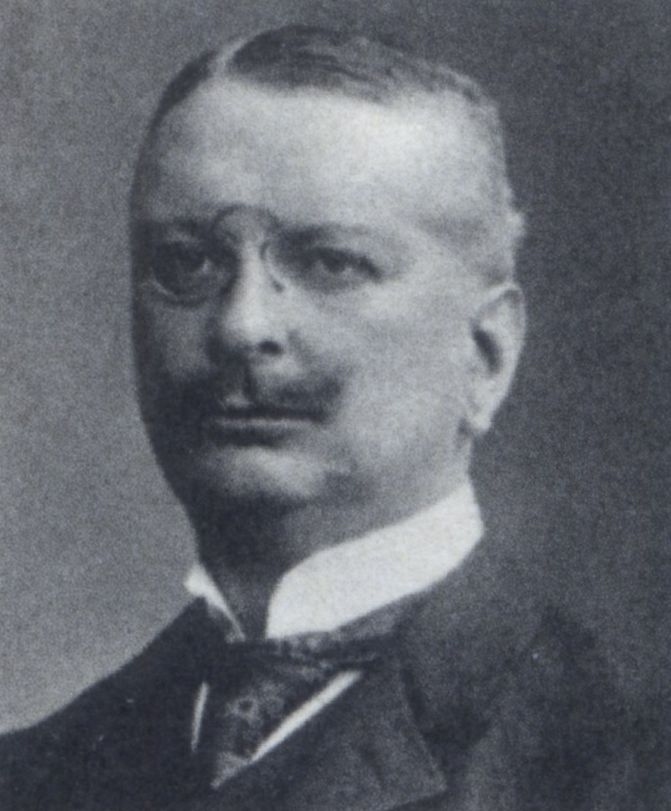
August von Veit als Reichstagsabgeordneter 1912

August von Veit (* 18. August 1861 in Rostock; † 15. Februar 1927 in Deyelsdorf) war ein deutscher Verwaltungsjurist und Reichstagsabgeordneter.

## Leben
Sein Vater war der 1893 auf Jagdschloss Hubertusstock in den preußischen Adelsstand gesetzte Gynäkologe und Hochschullehrer Gustav von Veit (1824–1903), Herr auf Zansebuhr auch die Güter Deyelsdorf mit Fäsekow. Seine Mutter war Fanny Waechter und stammte aus dem mecklenburgischen Lühburg.  
Veit besuchte das Beethoven-Gymnasium Bonn von 1871 bis 1878. Nach dem Abitur studierte er 1878/79 an der Eberhard-Karls-Universität Naturwissenschaften. 1879 wurde er im Corps Suevia Tübingen recipiert. Danach wechselte er zum Studium der Rechtswissenschaft an der Rheinischen Friedrich-Wilhelms-Universität (1879–1881) und der Friedrich-Wilhelms-Universität zu Berlin (1881/82). Am 1. Dezember 1882 bestand er die erste juristische Prüfung beim Kammergericht in Berlin, vom Januar 1883 bis 31. März 1884 war er Referendar beim Amtsgericht Demmin in Pommern und vom 1. April 1884 bis Ende April 1885 beim Landgericht Berlin I. Am 5. Mai 1885 erfolgte seine Ernennung zum Regierungsreferendar bei der Regierung in Trier, wo er von Mai bis Ende Oktober 1885 beschäftigt war. Vom 1. November 1885 bis Dezember 1887 war er bei der Regierung in Potsdam und dem Landratsamt des Kreises Westhavelland in Rathenow und dem Oberbürgermeister zu Potsdam. Am 14. Juli 1888 erfolgte die zweite Staatsprüfung für den höheren Verwaltungsdienst und am 27. Juli 1888 erfolgte die Ernennung zum Regierungsassessor. Von August 1888 bis Mai 1895 war er Regierungsassessor bei der Regierung in Magdeburg, ab 6. Mai 1895 war er mit der kommissarischen Verwaltung des Landratsamts im Kreis Mohrungen beauftragt und am 10. Februar 1896 wurde er zum Landrat ernannt. 
1903 wurde Veit Gutsherr in Vorpommern, er erbte die Güter seines Vaters, Deyelsdorf mit Fäsekow.
Er war Ehrenbürger der Stadt Mohrungen und von 1907 bis Ende 1911 Abgeordneter im Provinziallandtag der Provinz Ostpreußen. Als Rittmeister der Reserve durfte er die Uniform der Landwehr tragen. Als Mitglied der Deutschkonservativen Partei vertrat er 1912–1918 den Reichstagswahlkreis Regierungsbezirk Königsberg 7 im Reichstag.
August von Veit war ledig. Seine Schwester Margarete ehelichte 1884 auf Gut Deyelsdorf E. Graf von Wachtmeister auf Zansebuhr. Sein Bruder Gustav von Veit, aus zweiter Ehe stammend, fiel als Leutnant d. R. 1914.

## Ehrungen
- Roter Adlerorden III. Klasse mit der Schleife
- Königlicher Kronen-Orden (Preußen) III. Klasse
- Dienstauszeichnung#Königreich Preußen I. Klasse